# NGC 5459
NGC 5459 is een lensvormig sterrenstelsel in het sterrenbeeld Ossenhoeder. Het hemelobject werd op 23 maart 1887 ontdekt door de Amerikaanse astronoom Lewis A. Swift.

## Synoniemen
- UGC 9005
- MCG 2-36-37
- ZWG 74.90
- NPM1G +13.0362
- PGC 50215